# Marguerite Bodin
Marguerite Bodin (* 3. Juli 1869 in Appoigny; † 21. Januar 1940 in Le Cannet) war eine französische Lehrerin, Gewerkschafterin und Feministin.

## Leben
Marguerite Bodin stammt aus dem Département Yonne und war die Tochter von Athénaïse Saget und Alphonse Bodin, einem Hufschmied. Sie arbeitete von 1897 bis 1900 als eine der der ersten weltlichen Lehrerinen in Appoigny. 1902 zog sie nach Bazarnes.
Marguerite Bodin heiratete am 11. April 1906 in Versailles Léon Victor Goupy. Um 1920 beantragte sie den Status einer Kriegswitwe nach dem Tod ihres Mannes, der wahrscheinlich im Ersten Weltkrieg gefallen war. Sie verließ 1926 Paris und zog nach Savigny-sur-Orge.

### Engagement
Marguerite Bodin war eine leidenschaftliche Pädagogin. Sie verteidigte ihre säkularen und feministischen Ansichten. Im Jahr 1922 veröffentlichte sie das Buch L'Institutrice (Die Lehrerin), in dem sie insbesondere die Ungleichheiten in den Lehrplänen zwischen den Geschlechtern beschreibt. Sie war Mitarbeiterin der Zeitschrift Les Petits Bonshommes und Autorin weiterer Bücher.
Marguerite Bodin war eine der ersten Aktivistinnen der sozialistischen Bewegung. Im Jahr 1901 nahm sie am Kongress der Amicales de Bordeaux (einer univeritären Bildungseinrichtung) teil. Sie reichte einen Antrag zum Pazifismus in der Schule ein und sprach sich dafür aus, den Geschichtsunterricht nicht mehr auf die großen Schlachten zu beschränken, sondern auf die Entwicklung der Zivilisationen auszudehnen, den Chauvinismus zu bekämpfen und den Unterricht über die Achtung des Rechts zu verteidigen. Im August 1905, auf dem zweiten Kongress in Lille, sprach sich Marguerite Bodin für die Koedukation aus. Dort war sie an der Gründung der Groupes féministes universitaires (Feministische Hochschulgruppen) beteiligt. Im August 1907 trug sie in Clermont dazu bei, dass ein Treffen von Gewerkschaftsaktivisten stattfand.

## Werke
- L’institutrice : une féministe militante de la Belle Epoque. 1922.
  - Neuauflage. L’Harmattan, 2012, ISBN 978-2-296-55771-0 (mollat.com).
- Lecture intelligente, nouvelle méthode de lecture : écriture, dessin, langage, jeux, devinettes. 1911 (Lecture intelligente auf Gallica).
  - Neuauflage. Hachette, 2016, ISBN 978-2-01-373612-1.